# Salning (snickeri)

Tvärsnitt av dörrkarm och vägg:
1. Väggregel
2. Dörrkarm
3. Dörrfoder
4. Salningslist (smyglist)
5. Väggskiva
6. Dörrblad.

Salning, även kallad smyg, används för att täcka eventuellt utrymme som kan finnas mellan vägg och fönsterkarm eller dörrkarm. Detta ger fönstret eller dörrkarmen en enhetlig inramning och övergång.

## Beskrivning
När man sätter i fönster och dörrar så blir det ofta ett utrymme kvar mellan karm och vägg som man på något sätt skall dölja för att få en enhetlig anslutning mellan vägg och karm. Detta kan göras på plats genom att kapa till passande salningslist som placeras på valfritt ställe på karmen. Ett alternativ är att vid tillverkning av karmen fräsa in ett salningsspår och beställa salningar med passande bredd mellan karm och väggavslut. Spåret tillåter viss justering om väggen inte är helt parallell med karmen.